# Кросновські

Герб Юноша.

Кросно́вські гербу Юноша (пол. Krosnowscy, Krosnowski) — польський шляхетський рід Речі Посполитої, мають спільне походження з родом Залуських. Родове прізвище походить від назви села Кроснова (давній Равський повіт, Равського воєводства). Частина представників роду переселилася на Русь у 16 столітті.

## Представники
- Войцех з Кроснової
- Миколай — каштелян плоцький
- Ольбрахт — львівський підстароста 1662 і підкоморій 1671, староста кременчуцький 1638; перша др. Маріанна зі Струсів (у 1641 році отримала визнання права доживоття на селах Баківці, Трибоківці, Репехів, друга — Катерина з Васючина[1]
- Миколай (1590–1653) — львівський латинський архієпископ
- Ян — коронний підстолій, брат Миколая
  - Уршуля — дружина Павела Ґродзицького, Миколая Бєґановського[2]
- Войцех, дружина із Залуських — остання представниця роду.
  - Миколай Францішек (1650–1723) — чернігівський воєвода, львівський підкоморій, надавав кошти для львівських єзуїтських шкіл

- Миколай — львівський стольник
  - Катажина з Кросновських Потоцька — дружина хмільницького старости Якуба Потоцького (помер перед 1711 р.; шлюб 1705 р., померла 1731 р.),[3] подільського воєводи Стефана Гумецького[1]

- Александер, др. Катажина Мрозовицька
  - Барбара, чоловік — летичівський хорунжий (1734[4]) Франциск Шептицький, рідний брат львівського архидиякона

- Ян — хорунжий подільський, брав участь у битві під Віднем
- Казімєж — канонік львівський
- Ольбрахт — староста Кременчуцький, стольник кам'янецький[5]

- Антоній Юзеф — буський стольник (з 1762), староста петриківський, член Галицького станового сейму, 1782 року вилегітимувався зі шляхетства в Теребовельському гродському суді; перша дружина — Анна Кросновська, вдова лопацького каштеляна, друга — Юстина Попель[6]
  - Марцін Вінцентій Антоній[6] (1790, Куманівці — після 1841[7]) — син другої дружини, 1822 року сенат Королівства Галичини та Володимирії визнав його графський титул, цісар Франц[6] надав 1841 року,[7] власник маєтків у селах Загребелля (нині в межах міста Тернополя, спорудив у селі великий красивий[8] класицистичний палац, оточений парком.[9]);[9] Сокиринці (або Шекеринці), Кшикас поблизу Ленчиці[10] дружина Антоніна Коморовська (перший чоловік Бартломей Голашевський)[6]
    - Дельфіна, чоловік — Фелікс Циненберг Орловський[6] гербу Хомато[11][12]